# درجة حرارة التحول الزجاجي

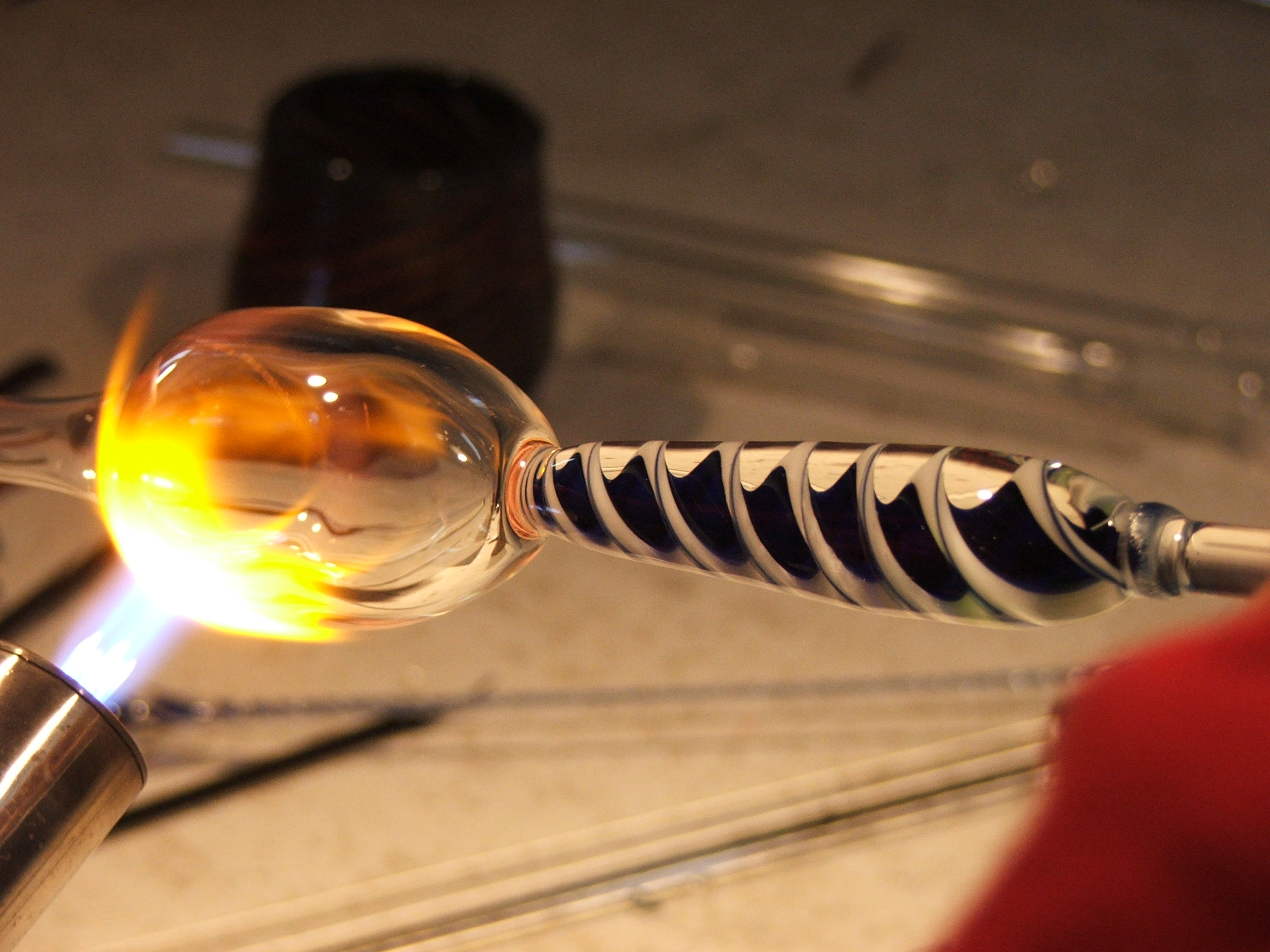

نظرة بسيطة على درجة حرارة التحول الزجاجي للمواد (اختصاراً Tg) هو التحول التدريجي والعكسي في المواد غير المتبلورة (أو في المناطق غير المتبلورة داخل المواد شبه البلورية) من حالة "زجاجية" صلبة وهشة نسبيًا إلى حالة لزجة أو مطاطية مع زيادة درجة الحرارة. تسمى المادة الصلبة غير المتبلورة التي تظهر انتقالًا زجاجيًا بالزجاج. يسمى التحول العكسي، الذي يتحقق عن طريق التبريد الفائق للسائل اللزج إلى الحالة الزجاجية، بالتزجيج.
ولفهم Tg بصورة جيدة يجب فهم آلية الفقد الميكانيكي (الشكل الاهتزازي والرنيني) لمجموعة فعالة معينة (غالباً ما تكون متاحة) وكذلك الترتيبات الجزيئية. العوامل مثل المعاملة الحرارية وإعادة الترتيبات الجزيئية، وجود أماكن فارغة، تساعد الإجهاد والعوامل الأخرى التي تؤثر على ظروف المادة يمكن أن تؤثر على Tg بطريقة بسيطة أو كبيرة. Tg منفصلة عن الخاصية اللزجة مرنة للمواد، وعلى هذا تتغير بتغير معدل تطبيق الحمل (سيلي بوتي مثال جيد لهذا حيث أنها تنساب مثل العجينة عند شدها ببطء ولكنها تتفتت عند شدها بسرعة).
في البوليمرات, Tg يعبر عنها على أنها درجة الحرارة التي تم عنده تخطى طاقة جيبس الحرة والتي تماثل طاقة التنشيط اللازمة لعمل حركة لخمسين وحدة تقريبا من البوليمر. وهذا يسمح للسلاسل الجزيئية للانزلاق على بعضها البعض عند تطبيق قوة. ومن هذا التعبير، يمكن أن نرى أن تقديم السلاسل الجانبية والمجوعات الكيميائية الصلبة نوعا ما (مثل حلقات البنزين) سيتداخل مع العمليات اللاحقة وبالتالي Tg.
في الزجاج (متضمنا المواد اللابلورية والهلام).
Tg تتناسب مع الطاقة اللازمة لكسر وإعادة الرابطة التساهمية إلى درجة إلى حد ما غير كاملة شكل شبكي ثلاثي الأبعاد للرابطة التساهمية. وعلى هذا تتأثر Tg بكيمياء الزجاج.
فمثلا بإضافة B، Na، K or Ca إلى الزجاج ولهم تكافؤ أقل من 4 ويساعدوا في كسر الشكل الشبكي ثلاثي الأبعاد ويقلل Tg.
وبإضافة P والذي له تكافؤ خماسي فإنه يساعد في الحصول على شكل شبكي ثلاثي الأبعاد، ويزيد Tg.
كارثة مركبة الفضاء تشالينجر كانت بسبب حلقة مطاطية كانت في درجة حرارة أقل من درجة حرارة الانتقال الزجاجية ولذلك لم تكن مرنة بالطريقة الملائمة لتكون مانع مناسب حول أحد محركات الصاروخ الصلبة.
درجة الانتقال الزجاجية لبعض المواد:
| البوليمر                          | Tg (oC) |
| بولي إثيلين (LDPE)                | -125    |
| بولي بروبيلين (لا ترتيبي)         | -20     |
| بولي فينيل أسيتات (PVAc)          | 28      |
| بولي إثيلين تيرفيثالات (PET)      | 69      |
| بولي فينيل كحولي (PVA)            | 85      |
| بولي فينيل كلورايد (PVC)          | 81      |
| بولي بروبيلين (متماثل الترتيب)    | 100     |
| بولي إستيرين                      | 100     |
| بولي ميثيل ميثاكريلات (لا ترتيبي) | 105     |